# 凌文淵
凌 文淵（りょう ぶんえん）は、清末、中華民国の政治家・書家・画家・経済学者。北京政府の要人。名は庠だが、字の文淵で知られる。号は直支、植支。

## 事跡
公立両江師範学堂を卒業。1903年（光緒29年）に大阪で開かれた内国勧業博覧会を視察している。1909年（宣統元年）、江蘇省咨議局議員に当選し、張謇らの立憲運動に参加した。
1912年（民国元年）1月、南京臨時参議院議員に当選し、立憲党に参加した。翌年4月、衆議院議員に当選し、5月、進歩党に加入している。1917年（民国6年）8月から1927年（民国16年）まで、北京政府財政部の参事や首席参事をつとめ、主に外債委員会において任にあたった。その間の1922年（民国11年）8月に財政部常務次長代理・署理に昇進している。また11月には、逮捕された王寵恵臨時内閣財政総長・羅文幹の暫時代理として、12月には汪大燮臨時内閣・王正廷臨時内閣の暫時代理として、それぞれ財政総長をつとめた。
北京政府崩壊後は政界を離れ、東方絵画協会幹事、国立芸術専門学校教授などをつとめた。日中戦争（抗日戦争）時期には、日本軍の占領地域にとどまったが、親日政府からの任官要請はすべて拒絶している。梁は在野にあって教育・芸術の振興に励み、北平美術学校校長をつとめたほか、中国各地の学校で芸術教育にあたっている。1944年（民国33年）5月、死去。享年69。

### 芸術家としての作風
書家としては、初期は柳体（柳公権の書体）であったが、後に張遷碑の書体に近づいた。絵画は徐青藤を模範とし、梅・蓮の花の絵に独特の風格があると評される。その力量は、陳半丁・陳師曽（陳衡恪）・斉白石とともに、京師四大画家と称されるほどであった。これら書画の才能の一方で、経済学者としても優れ、『中国経済学』、『財政金融学』、『中国における塩政の最近の状況』（原題『中国塩政最近状況』）等の著書がある。

## 注
1. ↑  現在の中国では、一般には凌文淵を漢奸とみなしていない。